# Joe Murray
Joseph David "Joe" Murray (n. 3 de mayo de 1961 en San José, California) es un animador nominado al Premio Emmy conocido por ser el creador de La Vida Moderna de Rocko y El Campamento de Lazlo.

## Carrera e inicios
Joe Murray desde los cinco años mostró un desarrollo de interés en trabajar como artista. En su adolescencia fue contratado como diseñador en una agencia, invirtiendo sus ganancias dentro de ella para desarrollar películas animadas de forma independiente. A los 20 años y cuando aún ejercía su carrera universitaria, Murray fundó su propia compañía de ilustraciones, Joe Murray Studios. Sus inicios como animador datan de 1986 cuando ingresó al Instituto de las Artes de California. Allí Murray quiso expandir su posibilidad de trabajar en una carrera relacionada con la animación, pero manteniendo un estilo de animación que se distinga de la animación regularmente usada con los personajes de Disney. Murray se encargó de crear cortos animados, siendo el más exitoso un corto de dos minutos titulado "The Chore". Este corto fue bien recibido por la crítica y le otorgó en 1989 un premio de la Student Academy Awards por su trabajo en el corto (Outstanding Film Making).
En 1988 fue contratado por la cadena MTV como un animador para comerciales, abandonando este trabajo en 1991 para empezar a realizar sus propios proyectos. Uno de los precursores de los futuros proyectos de Murray fue un personaje de La Vida Moderna de Rocko, Heffer, el cual fue mostrado en algunos comerciales de MTV mostrando el logo de la cadena.

## La Vida Moderna de Rocko
Joe Murray fue el productor ejecutivo y creador de la serie animada La Vida Moderna de Rocko, emitida por la cadena Nickelodeon entre 1993 y 1996. A pesar de que Murray se la acredita fuertemente su trabajo en la serie, a veces se le confunde y acredita a su pupilo y empleado Stephen Hillenburg (creador de Bob Esponja), quien trabajó en la serie como escritor, director y guionista; y mucha gente por error toma a Hillenburg como el creador de Rocko.
Originalmente La Vida Moderna de Rocko se planteó como un cómic titulado Travis, el cual nunca fue publicado debido a que no se pudo conseguir llevar el cómic a producción. En 1992 Joe se replanteó el llevar algunas de sus creaciones a animación, objetivo el cual logró cuando después de terminar el corto independiente My Dog Zero decidió cambiar la historia de este y convertirla en una serie animada para televisión. Murray presentó su proyecto a los estudios Nickelodeon los cuales luego se interesaron por el proyecto, lo compraron y decidieron emitirlo. En esto, Murray concentró su trabajo en un piloto escrito por él mismo y titulado "Trash-O-Madness".
Este piloto fue completado y mostrado a los ejecutivos de Nickelodeon antes de que se produjeran otros episodios. Fue entonces cuando los ejecutivos encontraron que el nombre La Vida Moderna de Rocko sería mejor que My Dog Zero como serie de televisión. Durante la realización de la tercera temporada Murray empezó a tener problemas con su trabajo y su vida personal, por lo cual decidió traspasar la dirección de la serie al escritor Stephen Hillenburg, quien se encargó en gran parte de la cuarta temporada; sin embargo Murray continuaría como productor ejecutivo. En 1996 Murray pidió a los ejecutivos de Nickelodeon detener la producción de la serie para concentrarse en su vida privada. A pesar de que inicialmente quedó en estado de hiatus luego de la emisión de su último episodio, la serie fue luego cancelada.

## Era post-Rocko
Luego de la producción de 52 episodios de La Vida Moderna de Rocko, Murray se dedicó a la producción de libros infantiles, es así como desde 1999 hasta 2005 produjo tres libros infantiles: Who Asked the Moon to Dinner? (1999), The Enormous Mister Schmupsle: An ABC Adventure (2003), y Hugville (Este último escrito por Court Crandall) (2005).
En 2000 lanzó su sitio web de animación Flash , el cual fue bajado en 2006 por razones desconocidas, pero que sin embargo, es accesible en la actualidad (2009).

## El Campamento de Lazlo
Murray en 2005 decidió regresar a la animación en televisión vendiendo su trabajo a Cartoon Network Studios y produciendo un piloto para la serie animada El Campamento de Lazlo, la cual fue escogida para realizar una primera temporada de 13 episodios.
La serie fue nominada a un premio Emmy en 2006 por Mejor Programa Animado (menos de una hora) y ganadora en 2007 por Mejor Programa Animado (Una hora o más).